# Monarca de les Louisiade
El  monarca de les Louisiade (Symposiachrus melanopterus) és un ocell de la família dels monàrquids (Monarchidae).

## Hàbitat i distribució
Habita els boscos dels arxipèlags D'Entrecasteaux i Louisiade, al sud-est de Nova Guinea.

## Taxonomia
Fins fa poc va estar considerat una subespècie de Symposiachrus trivirgatus. Actualment el Congrés Ornitològic Internacional el classifica com una espècie de ple dret, arran treballs com ara McCullough et al. 2021